# Paul Revere & the Raiders
Paul Revere & the Raiders – amerykański zespół pop-rockowy popularny w 2. połowie lat 1960. i na początku lat 1970. 
Największymi przebojami grupy były „Just Like Me” (1965), „Hungry” (1966) i „Good Thing” (1966), a także utwór „Kicks” (1966), który, w oryginalnej wersji listy z 2004 roku, umieszczono na pozycji 400. w zestawieniu 500 piosenek wszech czasów amerykańskiego czasopisma branżowego „Rolling Stone”. W 1996 roku ich singlowi z utworem „Indian Reservation” (1971) przyznano certyfikat platynowej płyty.

## Historia
Kwintet założony został w Portlandzie (Oregon) przez, pochodzącego z rodziny Mennonitów, Paula Revere’a (prawdziwe nazwisko). Formacja Paul Revere and the Raiders była jednym z protoplastów późniejszych zespołów garage’owych. Stroje członków zespołu nawiązywały do mundurów piechoty Armii Kontynentalnej w wojnie o niepodległość Stanów Zjednoczonych. Ich występy telewizyjne charakteryzowały się dynamiczną choreografią. Charakterystyczne stroje i oryginalny styl poruszania się na scenie zapewniły im popularność wśród widzów ogólnopaństwowej telewizji, a to się przekuło na kilka przebojów w czołowej dziesiątce głównej amerykańskiej listy przebojów Hot 100.
W 1963 roku the Raiders zostali pierwszą rock‘n’rollową grupą, która podpisała prestiżowy kontrakt z wytwórnią Columbia Records. W tym samym roku prezenter radiowo-telewizyjny Dick Clark przeniósł swój program telewizyjny American Bandstand z Filadelfii do Los Angeles. Kiedy grupa odniosła pierwszy sukces komercyjny z przebojem „Steppin’ Out”, Clark zaoferował im udział jako stały wykonawca („domowy zespół”) w jego nowym programie rozrywkowym sieci ABC Where the Action Is (1965–1967). Grupa zadebiutowała w czerwcu 1965 roku, a ich występy były emitowane przez pięć dni każdego tygodnia przez okres blisko dwóch lat. Były to najbardziej pomyślne lata w karierze the Raiders. W 1966 roku członkowie zespołu wystąpili w odcinku „Hizzoner the Penguin” popularnego wówczas serialu telewizyjnego Batman, gdzie wykonali m.in. utwór „Yankee Doodle”.
W hitach z czołowych miejsc list przebojów – „Just Like Me”, „Hungry” i „Kicks” – producent muzyczny Terry Melcher połączył agresywny głos Marka Lindsaya (w stylu R&B) z napędzającą rytm gitarą oraz przenikliwą i rozpędzoną partią organów, co wzorowane było na stylu takich brytyjskich zespołów, jak the Kinks i the Yardbirds. W 1971 roku the Raiders wydali singiel z utworem, odmiennym od dotychczasowych, „Indian Reservation”. Singiel z tą piosenką, wydany pod szyldem the Raiders, był przez długi czas singlem z najlepszym wskaźnikiem sprzedaży w dyskografii wytwórni Columbia. Mimo że był to przebój, który dotarł do pozycji 1. na głównej liście Hot 100, a sprzedaż wyniosła ponad 1 milion egzemplarzy, to był to początek tendencji spadkowej the Raiders na listach przebojów. W ciągu kilku lat zespół przeniósł się z występami do miejsc mniej prestiżowych dla występujących muzyków, jak kasyna i targi stanowe.

## Członkowie

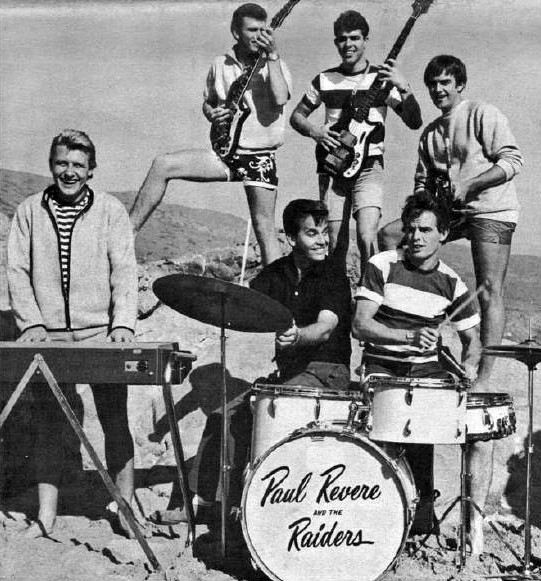
L–P: Paul Revere, Drake Levin, Clark Smith, Phil Volk, Mike Smith, Mark Lindsay (1966)

Skład zespołu, który nagrywał największe przeboje:
- Paul Revere – klawisze
- Mark Lindsay – śpiew, saksofon
- Mike Smith – perkusja
- Drake Levin – gitara prowadząca
- Phil Volk – gitara basowa

## Dyskografia
Źródło: 
- 1961: Like, Long Hair
- 1963: Paul Revere & the Raiders
- 1965: Here They Come!
- 1966: Just Like Us!
- 1966: Midnight Ride
- 1966: The Spirit of ’67
- 1967: Revolution!
- 1967: A Christmas Present… And Past
- 1968: Goin’ to Memphis
- 1968: Something Happening
- 1969: Hard ‘N’ Heavy (with Marshmallow)
- 1969: Alias Pink Puzz
- 1970: Collage
- 1971: Indian Reservation
- 1972: Movin' On
- 1982: Special Edition
- 1983: The Great Raider Reunion
- 1983: Paul Revere Rides Again

## W popkulturze
Kilka utworów zespołu Paul Revere & the Raiders zostało wykorzystanych jako tło muzyczne w amerykańskim filmie Pewnego razu... w Hollywood (2019), który wyreżyserował Quentin Tarantino; te piosenki to „Hungry”, „Mr. Sun, Mr. Moon” i „Good Thing”, która pojawiła się w oficjalnym zwiastunie filmu. W jednym z dialogów w tej produkcji filmowej Sharon Tate (grana przez Margot Robbie) pyta Jaya Sebringa (Emile Hirsch): „Boisz się, że powiem Jimowi Morrisonowi, że tańczyłeś do [muzyki] Paula Revere’a & the Raiders? Nie są wystarczająco fajni dla ciebie?” („You afraid I’ll tell Jim Morrison you were dancing to Paul Revere & The Raiders? Are they not cool enough for you?”).